# Макат (месторождение)
Макат — нефтяное месторождение в Казахстане. Расположено в Макатском районе Атырауской области, рядом с его адм. центром Макат, в 100 км к востоку от города Атырау. Месторождение открыто в 1913 году.
Разделяется на две части: Макат А (к западу от пос. Макат) и Макат B (к востоку от него).
Нефтяные отложения нижнего мела, средней юры и пермотриаса, где выделены нефтяные горизонты неокомский и газонефтяной.
Залежи пластовые, сводовые, тектонически экранированные.
Плотность нефти 803—895 кг/м³. Нефти малосернистые (0,25-0,28 %), малопарафинистые (0,25-0,8 %).
Месторождение находится в консервации.